# Misteri de York

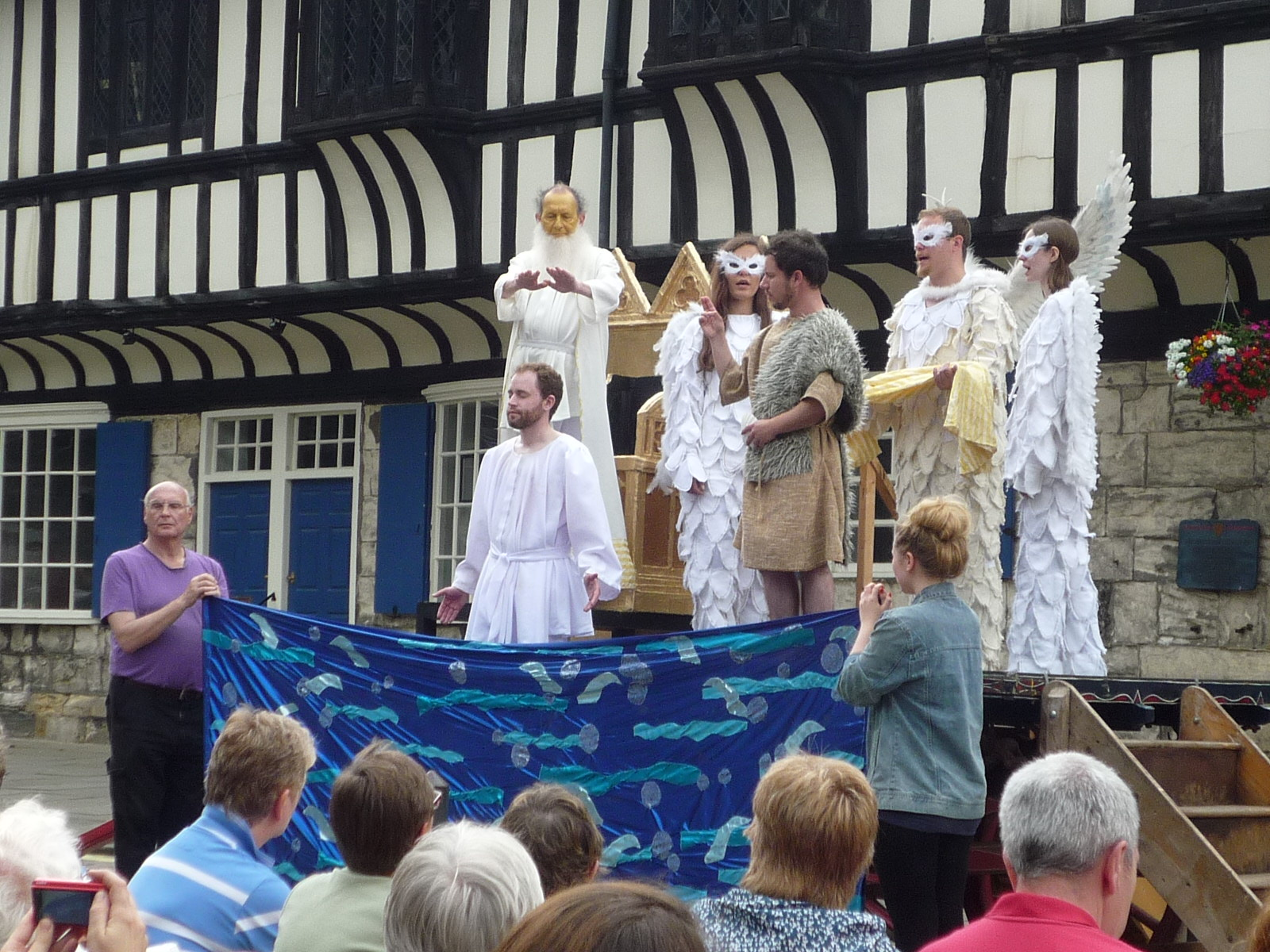
El Baptisme representat des d'un vagó al carrer de York el 2014

El Misteri de York, és un cicle en anglès mitjà de 48 representacions teatrals d'origen medieval que formen part dels misteris amb una temàtica que cobreix la història sagrada des de la creació fins al Judici Final. Tradicionalment, es presentaven el dia de la festa de Corpus Christi (una festa mòbil el dijous posterior al diumenge de la Trinitat, entre el 23 de maig i el 24 de juny) i es representaven a la ciutat de York, des de mitjan segle XIV fins a la seva supressió el 1569. Les obres de teatre són un dels quatre cicles de joc de misteri anglesos pràcticament complets que sobreviuen, juntament amb les obres de teatre de Chester Mystery, les obres de Towneley/Wakefield i les de N-Town. Dos conjunts de misteri llargs, compostos i tardans han sobreviscut del cicle de Coventry i hi ha registres i fragments d'altres produccions similars que van tenir lloc en altres llocs. Un manuscrit de les obres, probablement datat entre 1463 i 1477, encara està intacte a la Biblioteca Britànica.